# توت‌فرنگی
توت‌فرنگی گیاهی نهان‌دانه از تیرهٔ گل‌سرخیان است. رشد این گیاه علفی پایا در آب و هوای معتدل گرم و در بستر غنی از گیاخاک و خاک اسیدی بسیار خوب است. گل‌های توت‌فرنگی نسبت به سرما به شدت حساس هستند ولی عطر و طعم نهنج (قسمت خوراکی گیاه) با انجماد از بین نمی‌رود. در نزهت‌نامه علایی این میوه کهج خوانده شده است،
توت‌فرنگی به‌دلیل دارا بودن مواد شیمیایی گیاهی، اثرات مثبت بسیاری بر روی مغز می‌گذارد و می‌تواند اثرات نامطلوب پیری بر مغز را کاهش دهد.

## بزرگ‌ترین تولیدکنندگان توت فرنگی در جهان
بزرگ‌ترین تولیدکنندگان توت فرنگی بر اساس گزارش فائو در سال ۲۰۲۱:
| کشور                | تولید به تن |
| ------------------- | ----------- |
| چین                 | ۳٬۳۸۰٬۰۰۰   |
| ایالات متحده آمریکا | ۱٬۲۱۰٬۰۰۰   |
| ترکیه               | ۶۷۰٬۰۰۰     |
| مکزیک               | ۵۴۰٬۰۰۰     |
| مصر                 | ۴۷۰٬۰۰۰     |
| اسپانیا             | ۳۶۰٬۰۰۰     |
| تولید جهانی         | ۹٬۱۸۰٬۰۰۰   |

چین با ۳۶ درصد سهم از تولیدات بازار جهانی در جای نخست ایستاده، و ایالات متحده آمریکا با ۱۳ درصد در جای دوم است.

## پیشینه
توت‌فرنگی میوه‌ای نسبتاً جدید است که تا ۲۵۰–۳۰۰ سال قبل به این شکل امروزی وجود نداشت و بیشتر موارد استفاده دارویی داشته است. در قرن چهاردهم در فرانسه توت‌فرنگی‌های وحشی از جنگل به زمین زراعتی منتقل شد و از آن به عنوان یک گیاه اهلی استفاده گردید. در جنگل‌های شمال ایران توت‌فرنگی وحشی به‌طور فراوان در فصل تابستان یافت می‌شود. به‌نظر می‌رسد که اولین رقم اصلاح شده در زمان صدارت اتابک اعظم از فرانسه به ایران آمد و به نام اتابکی خوانده شد.

## ارزش غذایی
۱۰۰ گرم توت‌فرنگی شامل تقریباً ۳۳۳ کیلو کالری انرژی، منبع عالی از ویتامین ث، منبع خوبی از منگنز است و میزان کمی از ویتامین‌های دیگر و مواد معدنی مورد نیاز در رژیم غذایی را فراهم می‌کند.
توت‌فرنگی شامل میزان متوسطی از اسیدهای چرب اشباع نشده در (دانه) روغن تخم برهنه است.

## خواص

### ضد پیری
ویتامین ث در توت‌فرنگی تولید کلاژن را افزایش می‌دهد، پوست را صاف می‌کند و اثر ضد پیری دارد. همچنین مطالعات نشان داده است که عصاره آن دارای آنتوسیانین فراوان است و بدن را در مقابل پرتو فرابنفش محافظت می‌کند.

### کاهش فشار خون بالا
توت‌فرنگی غنی از پتاسیم و منیزیم است، که هر دو رگ‌گشا هستند، به این معنی که آن‌ها فشار خون بالا و استحکام رگ‌های خونی را کاهش می‌دهند. این امر جریان خون به قسمت‌های مختلف بدن را تسهیل می‌کند و باعث می‌شود اندام‌ها با تمام توان خود فعالیت کنند.

### درمان آرتروز و نقرس
توت‌فرنگی سرشار از آنتی‌اکسیدان‌ها و ترکیبات سم‌زدا است که به کاهش آرتروز و درد ناشی از نقرس کمک می‌کند. آن‌ها همچنین در جلوگیری از علائم آرتریتی مانند انحطاط عضلات و بافت‌ها، خشک شدن مایعات روان‌کننده در مفاصل و تجمع مواد سمی و اسیدهای (مانند اسید اوریک) در بدن کمک می‌کنند.

### کاهش وزن
توت‌فرنگی تولید آدیپونکتین و لپتین را افزایش می‌دهد که هر دو هورمون‌های چربی‌سوزی هستند. آن‌ها به کاهش اشتها، کاهش قند خون و کاهش وزن و چربی کمک می‌کنند که این‌ها همه باعث کاهش وزن می‌شوند.

### سکتهٔ مغزی
قدرت ضد التهابی آنتی‌اکسیدان‌ها در توت‌فرنگی کمک می‌کند تا تشکیل لخته‌های خون که با سکته مغزی مرتبط هستند کاهش یابد.

## آب‌کشت
این میوه امروزه اغلب به صورت هیدروپونیک (آب‌کشت) کشت می‌شود. از آنجا که در این نوع کشت اغلب شرایط محیط قابل کنترل است، نتیجه مطلوب‌تر است و میزان عملکرد به صورت چشمگیری افزایش خواهد داشت. البته تنش‌های موجود در طبیعت خود باعث افزایش طعم و بوی آن می‌شوند که با سیستم آب‌کشت این عطر و طعم کاهش می‌یابد.

## نگارخانه

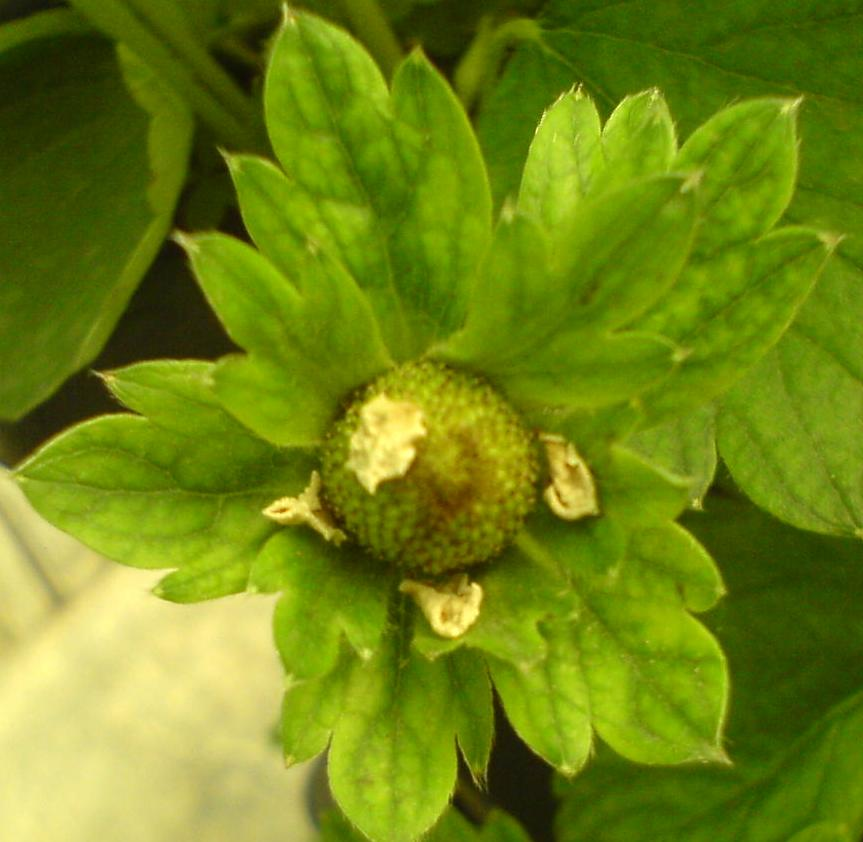
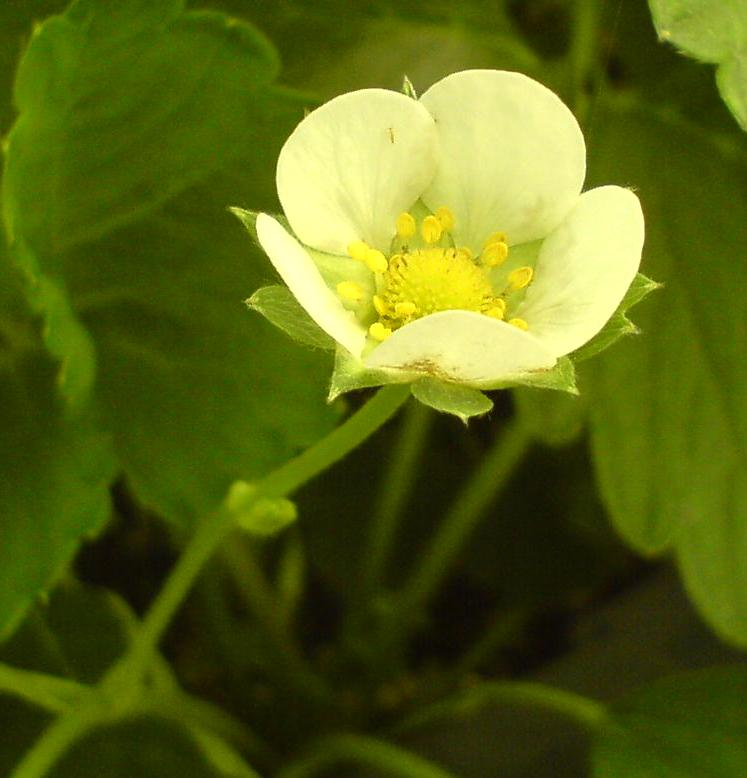
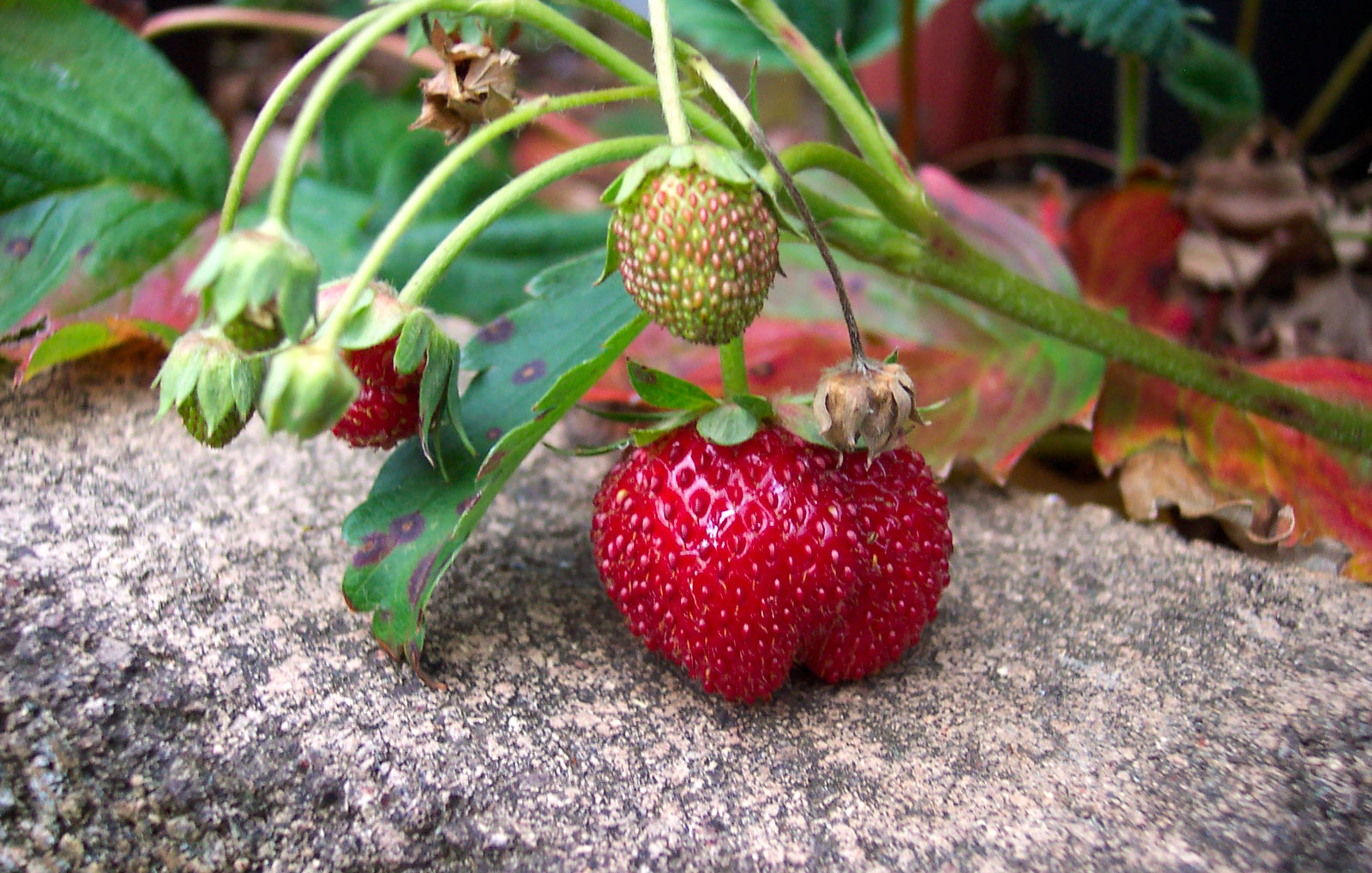

### بیماری‌ها

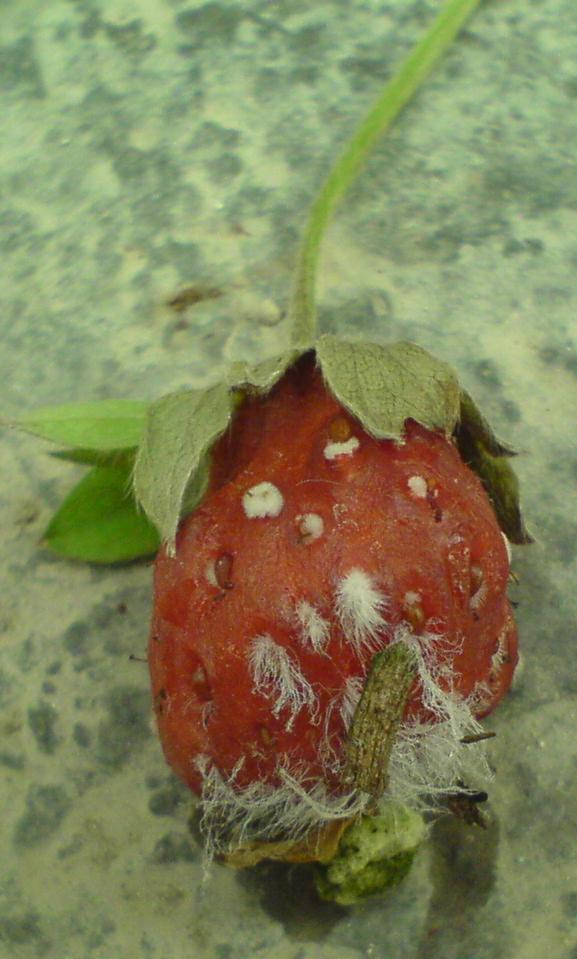
بیماری قارچی در توت‌فرنگی
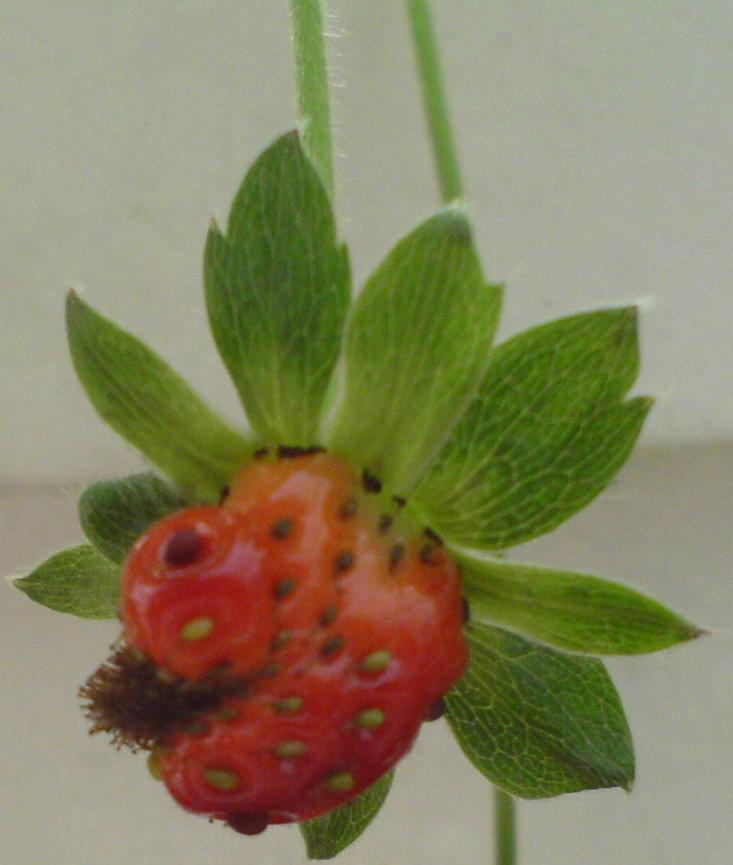
بیماری بدشکلی در توت‌فرنگی
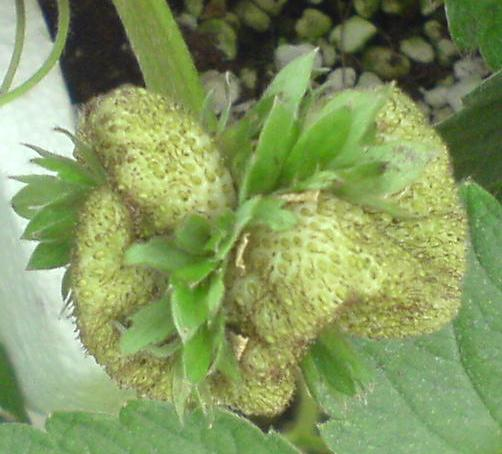
بیماری تاج خروسی در توت‌فرنگی